# Las wilgotny
Las wilgotny (Lw) – typ siedliskowy lasu żyzny i bardzo żyzny, wilgotny. Występuje na glebach brunatnych właściwych oglejonych lub pseudooglejonych, murszowo-glejowych, murszowatych, gruntowo-glejowych, czarnych ziemiach zdegradowanych lub murszowatych, z próchnicą murszowatą. Gleby te wytworzone są z aluwialnych piasków rzecznych, piasków akumulacji lodowcowej lub lessów zalegających na glinach zwałowych, z glin zwałowych, margli i piasków akumulacji jeziornej. Gleby pod umiarkowanym lub dość silnym wpływem wody gruntowej.
Runo jest na ogół dobrze rozwinięte z wyraźnym górnym piętrem tworzonym przez wysokie byliny. 
Gatunki runa różnicujące Lw od Lśw:
- Stachys silvatica – czyściec leśny,
- Festuca gigantea – kostrzewa olbrzymia,
- Urtica dioica – pokrzywa zwyczajna,
- Impatiens noli-tangere – niecierpek pospolity,
- Ranunculus lanuginosus – jaskier kosmaty,
- Mercuralis perennis – szczyr trwały,
- Geum urbanum – kuklik pospolity,
- Carex remota – turzyca odległokłosa,
- Aegopodium podagraria – podagrycznik pospolity,
- Asarum europaeum – kopytnik pospolity,
- Lysimachia nummularia – tojeść rozesłana,
- Stellaria nemorum – gwiazdnica gajowa.

Gatunki częste:
- Galeobdolon luteum – gajowiec żółty,
- Asperula odorata – marzanka wonna,
- Stellaria holostea – gwiazdnica wielkokwiatowa,
- Oxalis acetosella – szczawik zajęczy,
- Lysimachia vulgaris – tojeść pospolita,
- Carex silvatica – turzyca leśna,
- Athyrium filix-femina – wietlica samicza.

Drzewostan:
Gatunki główne: dąb szypułkowy I–II bonitacja, jesion I–II bonitacji (kraina II).
Gatunki domieszkowe: wiąz, klon, lipa, osika, grab.
Gatunki podszytowe: kruszyna, leszczyna, czeremcha, jarząb, bez czarny, bez koralowy, porzeczka czarna, dereń, trzmielina, kalina koralowa.